# Adranos (ciutat antiga)
Adranos (en grec antic: Ἀδρανόν, Ἀδρανός) és una antiga polis i un jaciment arqueològic als vessants sud-oest de l'Etna, a prop del riu Simeto, conegut per la varietat simetita d'ambre, al nord-oest de Catània. L'antiga ciutat, la fundà l'antic governant grec Dionisi I de Siracusa, el Vell, al voltant del 400 abans de la nostra era, sobre un assentament neolític prehel·lènic, a prop d'un temple dedicat al déu Adranos, adorat en tota Sicília. Adranos es va associar amb volcans i en acabant amb Hefest. La ciutat fou conquistada per Timoleont el 343-342 abans de la nostra era i fou subjugada a Roma el 263 ae. Els romans la van declarar civitas stipendiaria (que havia de retre tribut a Roma).

## El jaciment arqueològic
L'àrea arqueològica es va explorar a començament d'aquest segle, però les primeres excavacions es feren al 1959. El perímetre de les muralles delimita l'antiga ciutat en l'eix est-oest. Al costat sud de la ciutat, al llarg del riu, un barranc escarpat enforteix la defensa de la ciutat. El costat nord del jaciment està enterrat sota edificis i construccions modernes. Els murs es van construir amb carreus de basalt i es troben en bon estat en el costat est. A la vora nord-est del mur, la torre rectangular existent està incorporada a l'església de San Francisco.

## De la prehistòria a l'època clàssica
Sembla que l'àrea d'Adranos estigué habitada en temps prehistòrics, com ho demostren les troballes del Neolític en districtes de la ciutat moderna. També s'han trobat rastres d'assentaments humans de pobles indígenes durant l'era històrica. Encara no excavat, tret d'una petita part, hi ha un poblat nadiu de la regió de Mendolito, vinculat a la topografia d'Adranos, el nom del qual es desconeix fins hui. Segons Α. Franco, aquest assentament de Contrada Mendolito s'identifica com Piakos. G. K. Jenkins publicà una moneda amb la llegenda ΠΙΑΚΙΝΟΣ en l'anvers (PIAKINOS) i ΑΔΡΑΝ (adran) al revers, reconeguda com ΑΔΡΑΝ ΑΔΡΑΝΟΝ (Adranos), una evidència numismàtica de connexió entre Piakos i Adranos. Altres recerques identifiquen ΑΔΡΑΝ […] com ΑΔΡΑΝΙΤΩΝ, el nom en genitiu.
Importants són els resultats del segle VIII o VII ae, que inclouen entre altres un tresor de bronze i una porta de la ciutat del segle VI ae, amb una inscripció sícula encara no desxifrada. Altres troballes de l'àrea es troben ara en el Museu Arqueològic d'Adranos.
Encara es desconeix la situació exacta del Temple d'Adranos, el culte al qual segurament es vinculava a l'activitat de l'Etna. Setze pilars basàltics són part de l'estructura interna del temple coetani de Chiesa Mare, al costat del castell normand den la plaça d'Umbert I. Per tant, s'ha plantejat la hipòtesi que el Temple d'Adranos es trobe en la mateixa zona.
Les excavacions d'estrats clàssics han tret a la llum cases del segle IV abans de la nostra era, amb ceràmica de figures roges siciliana de bon estil, i un interessant tresor de monedes modernes. Encara no es coneix pas cap altre monument de l'antiga ciutat. La polis encunyà monedes durant el govern de Timoleont amb la figura d'Adranos, la deïtat del riu. Dues excavacions han examinat les parets i part de l'antic cementeri que es troba al sud-est de la ciutat (Sciare Manganelli). Les tombes pertanyen a un tipus poc comú a Sicília, que consta de petites estructures circulars en la pedra de lava que recorden vagament les cúpules micèniques (tolos).